# Galway Sportsgrounds
Il Galway Sportsgrounds o semplicemente The Sportsground è uno stadio di Galway, in Irlanda.

Lo stadio ospita le partite casalinghe della squadra di rugby del Connacht Rugby, militante in Pro14. Oltre a partite di rugby, lo stadio ospita anche corse di cani.